# 21 and Over (album)
Pour le film de Jon Lucas et Scott Moore, voir 21 and Over.
Albums de Tha Alkaholiks
Coast II Coast
(1995)
Singles
1. Make Room
Sortie : 1993
2. Likwit
Sortie : 1994
3. Mary Jane
Sortie : 1994

21 and Over (stylisé 21 & Over) est le premier album studio des Alkaholiks, sorti le 24 août 1993.
L'album, bien accueilli par la critique, s'est classé 23e au Top R&B/Hip-Hop Albums et 124e au Billboard 200.

## Liste des titres
| No  | Titre                                                                            | Contient un (des) sample(s) de | Durée |
| --- | -------------------------------------------------------------------------------- | --- | ----- |
| 1.  | Likwit (featuring King Tee – Produit par E-Swift et Tha Alkaholiks)              | Ode to Billie Joe de Lou Donaldson Rock Box de Run–DMC Drop the Bomb de Trouble Funk Fresh des Fresh 3 MC's The Show de Doug E. Fresh, Slick Rick and The Get Fresh Crew                                                                     | 2:34  |
| 2.  | Only When I'm Drunk (Produit par E-Swift et Tha Alkaholiks)                      | Seven Minutes of Funk de The Whole Darn Family Iko Iko des Dixie Cups | 3:36  |
| 3.  | Last Call (Produit par E-Swift et King Tee)                                      | The Payback de James Brown It's My Thing de Marva Whitney The Big Beat de Billy Squier Remix for P Is Free des Boogie Down Productions P.S.K. - What Does It Mean? de Schoolly D Gloryhallastoopid (Pin the Tail on the Funky) de Parliament | 4:37  |
| 4.  | Can't Tell Me Shit (Produit par Derick « D. Pimp » Williams et E-Swift)          | Turn Off the Lights de Larry Young Think (About It) de Lyn Collins Get Out of My Life, Woman de Lee Dorsey Dagnabit, Rabbit/Long Island Duckling/Tents Moments de Deputy Dawg                                                                | 4:09  |
| 5.  | Turn Tha Party Out (featuring Lootpack – Produit par Lootpack et Tha Alkaholiks) | Synthetic Substitution de Melvin Bliss The Rill Thing de Little Richard Just Rhymin' With Biz de Big Daddy Kane featuring Biz Markie | 3:19  |
| 6.  | Bullshit (featuring King Tee – Produit par King Tee, E-Swift et Tha Alkaholiks)  | It's a New Day des Skull Snaps Put the Funk on You du Fatback Band | 3:27  |
| 7.  | Soda Pop (Produit par King Tee et E-Swift)                                       | Hard Times de Baby Huey Snakin' the Grass du Cannonball Adderley Quintet | 2:48  |
| 8.  | Make Room (featuring Field Trip – Produit par E-Swift et Tha Alkaholiks)         | Sing a Simple Song de Sly and the Family Stone Blow Your Head de Fred Wesley and The J.B.'s A Gritty Nitty des Pazant Brothers & the Beaufort Express Lick the Balls de Slick Rick The Payback de James Brown                                | 3:28  |
| 9.  | Mary Jane (Produit par Lootpack et Tha Alkaholiks)                               | Ike's Mood I d'Isaac Hayes Mary Jane de Rick James Hot Sex de A Tribe Called Quest Check One, Two de Diamond D | 3:31  |
| 10. | Who Dem Niggas (featuring Threat – Produit par E-Swift et Tha Alkaholiks)        | Handclapping Song des Meters Take Me to the Mardi Gras de Bob James Scenario de A Tribe Called Quest featuring Leaders of the New School | 3:46  |